# جبهة غاوتشو المتحدة
جبهة غاوتشو المتحدة (بالبرتغالية: Frente Única Gaúcha‏) كان ائتلافًا من حزبين سياسيين في ولاية ريو غراندي دو سول البرازيلية التي تشكلت بعد فترة وجيزة من تولي جيتوليو فارغاس منصب الحاكم. كانت تتألف من الحزب الجمهوري ريو غراندي دو سول، بقيادة بورجيس دي ميديروس؛ وحزب التحرير، بقيادة يواكيم فرانسيسكو دي أسيس برازيل.
في عام 1929 أصبحت عضوًا في التحالف الليبرالي الأكبر، الذي دعم فارغاس على جاليو بريستيس في الانتخابات الرئاسية عام 1930. في عام 1932، انفصل خوسيه أنطونيو فلوريس دا كونيا عن الجبهة المتحدة ليشكل الحزب الجمهوري الليبرالي، الذي أصبح العدو الرئيسي للجبهة في سياسة سول ريوجراندنس.

## ملحوظات
1. ↑  Cortés, Carlos E. Gaúcho Politics in Brazil. University of New Mexico Press, 1974. Pp 51-53.